# هيرفوي سباهيا
هيرفوي سباهيا هو لاعب كرة قدم كرواتي في مركز قلب الدفاع، ولد في 23 فبراير 1988 في شيبينيك في كرواتيا. لعب مع معمورة العزيز سبور ونادي أورداباسي ونادي أولمبيا ليوبليانا ونادي بيروي ستارا زاغورا ونادي فولنتاري ونادي يونيفيرسيتاتيا كرايوفا.

## وصلات خارجية
- هيرفوي سباهيا على موقع اتحاد تركيا (لاعب) (الإنجليزية)
- هيرفوي سباهيا على موقع قاعدة بيانات كرة القدم.إي يو (الإنجليزية)
- هيرفوي سباهيا على موقع Soccerway.com (الإنجليزية)
- هيرفوي سباهيا على موقع عالم كرة القدم.نت (الإنجليزية)